# Tuzoia
Tuzoia ist eine ausgestorbene Gattung mit unsicherer Stellung innerhalb der Gliederfüßer (Arthropoda). Die Gattung wurde 1912 von Charles Walcott während der Beschreibung der Burgess-Schiefer-Fauna eingeführt.

## Merkmale
Vertreter der Gattung Tuzoia waren große (Tuzoia sp. Chlupáč & Kordule, 2002 bis zu 180 mm lang), zweischalige Gliederfüßer. Der Panzer war dünn, relativ flexibel, dorsal um den Körper geschlungen und hatte einen geraden oder leicht konvexen oberen Rand mit oder ohne Stacheln. Das vordere Rostrum war stärker ausgebildet als das hintere und besaß eine Seh- oder Augenkerbe. Der hintere Rand besaß einen mittig gelegenen Stachel und einen zur Bauchseite hin gelegenen Stachel, welche zwischen 20° und 40°, meist jedoch 30°, auseinanderstanden. Manche Arten hatten zusätzliche kleine Randstacheln oder Dornen am hinteren Rand. In der Regel befand sich eine gut markierte seitliche Erhöhung genau in der Mitte zwischen dem oberen und unteren Rand, welche bei einigen Arten 7 bis 10 dünne und breit angelegte Dornen besaß. Die Oberfläche der zwei Panzerseiten hatte ein gut erkennbares netzartiges Muster. Ein Paar großer seitlicher und gestielter Augen, wobei die Stiele etwa 3-mal so lang waren wie das Auge selbst, und ein Paar kurze Fühler standen aus der Sehkerbe heraus.

## Fundorte
Die Arten der Gattung Tuzoia wurden in Nordamerika (Burgess-Schiefer, Pennsylvania und Utah), in China (Mandschurei und Yunnan-Guizhou-Plateau), in Südaustralien und Europa (nur in Tschechien) gefunden.

## Systematik

### Äußere Systematik
Die systematische Stellung der Gattung Tuzoia innerhalb der Gliederfüßer (Arthropoda) konnte bis jetzt noch nicht ermittelt werden, es gibt aber verschiedene Konzepte:
Percy Edward Raymond stellte 1935 die Gattung in eine eigene Familie Tuzoiidae und Delle Cave und Simonetta 1975, zusammen mit Hurdia Walcott, 1912, in die Ordnung Tuzoida. Diese Systematik wurde von Hou Xian-Guang und Jan Bergström beibehalten, als sie 1997 die Ordnung mit weiteren Arthropoden unsicherer Stellung in den Stamm Schizoramia stellten.
W. D. Ian Rolfe klassifizierte 1969 Tuzoia als Phyllocarida, eine Klasse der Höheren Krebse (Malacostraca), mit unbestimmter Ordnung und Familie.
Jean Vannier et al. 2006 nehmen an, dass es sich bei Tuzoia und der ebenfalls kambrischen Gattung Isoxys möglicherweise um Vertreter der Klasse Thylacocephala handelt.

### Innere Systematik
Die Anerkennung von Arten in der Gattung Tuzoia ist teilweise noch sehr umstritten. So sehen einige Autoren T. burgessensis Resser, 1929 und T. canadensis Resser, 1929 als Synonyme der Typusart T. retifera Resser, 1929 an. T. spinosa Resser, 1929 beruht auf unzureichendem Material, ebenso wie T. nitida Resser & Howell, 1938 und T. vermontensis Resser & Howell, 1938, und werden teilweise mit T. nodosa Resser, 1929 und T. getzi Resser, 1929 als mögliche Synonyme von T. polleni Resser, 1929 geführt. Die aus der Provinz Guizhou stammenden Arten T. bispinosa Yuan & Zhao, 1999 und T. magna Yuan & Zhao, 1999 sind vermutlich identisch und werden unter T. bispinosa Yuan & Zhao, 1999 geführt.
- Tuzoia australis Glaessner, 1979
- Tuzoia bispinosa Yuan & Zhao, 1999
- Tuzoia burgessensis Resser, 1929
- Tuzoia canadensis Resser, 1929
- Tuzoia guntheri Robison & Richards, 1981
- Tuzoia manchuriensis Resser & Endo in Resser, 1929
- Tuzoia limba Shu, 1990
- Tuzoia polleni Resser, 1929
- Tuzoia retifera Walcott, 1912
- Tuzoia sinensis Pan, 1957
- Tuzoia sp. Chlupáč & Kordule, 2002
- Tuzoia sp. Vannier et al., 2007

Bei Tuzoia? parva Walcott, 1912 handelt es sich nach Briggs 1977 um eine möglicherweise ontogenetische Form von Tuzoia. Unklar ist die Gattungszugehörigkeit von T.? peterseni Robison & Richards, 1981, T.? dunbari Resser, 1929 wurde bereits von der Gattung gelöst.